# Le Colonel Chabert (film, 1943)
Pour les articles homonymes, voir Le Colonel Chabert (homonymie).
Pour plus de détails, voir Fiche technique et Distribution.
Le Colonel Chabert est un film français réalisé par René Le Hénaff, sorti en 1943. C'est l'adaptation du roman éponyme d'Honoré de Balzac.

## Synopsis
Dix ans après avoir été donné pour mort dans l'héroïque charge de cavalerie de Murat à Eylau, le colonel Chabert revient — croit-il — reprendre sa place à Paris auprès de sa femme et de la société de 1817. Las, formidablement enrichie par la prétendue mort de son mari, la colonelle a assis sa position mondaine en épousant le comte Ferraud, émigré lâche et pusillanime que la Restauration (et surtout la fortune de sa femme) ont remis en grâce.
Le notaire de la « comtesse » prend en charge le dossier de Chabert avec une sympathie ambiguë et lui propose un arrangement déshonorant que celui-ci accepte néanmoins par amour pour sa femme, même traîtresse et adultère, tant il veut croire à sa sincérité. Confronté brutalement à l'ignominie de celle qu'il a tirée jadis de la misère, il rejette dès lors toute compromission et préfère renoncer stoïquement à tous ses droits. Il s'en ira mourir, seul et misérable dans un asile qui le renvoie à celui des enfants trouvés où il est né, effaçant ainsi toute la gloire de sa vie de soldat.

## Fiche technique
- Titre : Le Colonel Chabert
- Réalisation : René Le Hénaff
- Assistant réalisateur : Marc Maurette
- Scénario : d'après le roman d'Honoré de Balzac
- Adaptation : Pierre Benoit, Maurice Griffe, Marc Maurette
- Dialogues : Pierre Benoit
- Décors : Jacques Colombier
- Costumes : Victor Noeppel[1]
- Musique : Louis Beydts
- Photographie : Robert Lefebvre
- Montage : Marguerite Renoir
- Son : Jacques Carrère[2],Jacques Lebreton
- Directeur de production : Édouard Harispuru[3]
- Production : CCFC
- Pays :  France
- Format : noir et blanc – 1,37 – 35 mm – son mono
- Genre : Drame
- Durée : 102 minutes
- Date de sortie :
  - France – 1er décembre 1943
- Affiches : Henri Cerutti, Bernard Lancy, Hervé Morvan (France)

## Distribution
- Raimu : le colonel Chabert
- Marie Bell : la comtesse Ferraud
- Jacques Baumer : Delbecq
- Aimé Clariond : maître Derville
- Fernand Fabre : le comte Ferraud
- Pierre Alcover : le directeur de l'asile
- Roger Blin : un clerc
- Jacques Charon : un clerc
- Eddy Debray
- André Varennes
- René Stern
- François Viguier
- Julien Maffre
- Paul Temps
- Maurice Devienne
- Max Dalban
- René Lacourt
- Pierre Cueille
- Roger Prosmer
- Christian-Gérard
- Pierre Lecocq
- Edward Gardère
- Pierre Brulé : le fils Ferraud
- Arlette Wherly : la fille Ferraud
- Jo Dervo

## Lieux de tournage
- Château de La Verrière (Yvelines)